# Университет Нью-Хейвена
Университет Нью-Хейвена (англ. University of New Haven) — частный исследовательский университет США. Университет находится в Нью-Хейвене, одном из старейших городов Новой Англии, в штате Коннектикут. Нью-Хейвен — портовый город с населением в 125 тысяч человек, расположен в 120 километрах на северо-восток от Нью-Йорка и в 200 километрах на юго-запад от Бостона.

## История
Основан в 1920 году как Юниор-колледж Нью-Хейвена — филиал (структурное подразделение) Северо-Восточного университета. В 1926 году получил самостоятельный статус и переименован в Колледж Нью-Хейвена. Более сорока лет колледж пользовался помещениями и лабораториями Йельского университета. В 1970 году переименован в Университет Нью-Хейвена.

## Структура
Университет включает пять колледжей:
- колледж искусств и наук
- колледж бизнеса
- технический колледж
- колледж уголовного судопроизводства и криминалистики
- колледж дистанционного обучения и переподготовки

## Кампус
Кроме основного кампуса Университет Нью-Хейвена имеет ещё шесть небольших кампусов за пределами Нью-Хейвена. Четыре из них находятся в штате Коннектикут (в городах Нью-Лондон, Уотербери, Шелтон и Ньюингтон), один в штате Нью-Мексико (в городе Альбукерке), один в Италии (в городе Прато).

## Известные выпускники
- Амира ат-Тавиль — саудовская принцесса и филантроп
- МакКеффри, Джеймс — американский актёр

## Известные преподаватели
- Кеппел, Роберт Дэвид — американский полицейский и криминалист